# Club Náutico de Moraira
El Club Náutico de Moraira se sitúa en Moraira, en la provincia de Alicante (España). 
Escolano, autor castellano del siglo XVII, en su libro Décadas (página 46,tomo 2) habla del puerto de Moraira: "Al rincón deste cabo labró naturaleza un seguro y espacioso puerto, que tomó dél el nombre de Morayra"

## Instalaciones
Cuenta con 620 amarres deportivos, para una eslora máxima permitida de 25 metros, siendo su calado en bocana de 7 m. Ofrece servicio de combustible, agua, electricidad, travelift 50 tn, grúa de 10 tn, duchas, y aparcamiento.